# Planetar
Planetar – termin astronomiczny, który był używany w dwojakim znaczeniu:
- jako alternatywne określenie brązowych karłów, zanim przyjęła się ta forma[1];
- jako nazwa ciała o masie planety, które nie okrąża żadnej gwiazdy („samotnej planety”)[2] – dla nich w szerszym użyciu jest obecnie nazwa brązowy podkarzeł.

## Brązowe karły
Część naukowców uznaje, że termin „planetar” powinien odnosić się do tych brązowych karłów, które tworzą się jak planety, w dysku protoplanetarnym wokół gwiazdy, a „brązowymi karłami” powinno nazywać się pozostałe. Prowadzi to jednak do problemu, jak odróżnić planetara okrążającego gwiazdę, od układu podwójnego złożonego z gwiazdy i brązowego karła, więc jest to pogląd mało popularny.

## Samotne planety
Ciekawszy problem stanowią ciała o masie podobnej do planet, które nie są związane grawitacyjnie z gwiazdami. Do zapoczątkowania fuzji deuteru w jądrze, typowej dla brązowych karłów na wczesnym etapie istnienia, potrzebna jest masa powyżej 13 MJ, jednak również ciała o mniejszej masie występują samotnie w przestrzeni kosmicznej. wielu naukowców nie zgadza się na nazywanie ich planetami. Dla takich obiektów zaproponowano kilka nazw, z których najpowszechniej używanym terminem jest „brązowy podkarzeł” (aczkolwiek ten termin również bywa dwojako rozumiany); określa się je także jako „planety samotne”, „swobodne” (ang. free floating planet, rogue planet).
Obiekty takie zaobserwowane zostały najpierw w pobliżu rejonów powstawania gwiazd, co sugeruje, że mogły powstać w analogiczny sposób co gwiazdy i brązowe karły. Mogą one jednak powstawać także jako zwyczajne planety, a następnie wskutek procesów migracji planet zostać wyrzucone poza obręb swoich systemów w przestrzeń międzygwiezdną. Termin „planetar” miałby być używany tylko na określenie ciał z pierwszej grupy.
Jednym z obiektów tego typu jest Cha 110913-773444, otoczony dyskiem protoplanetarnym.